# Relais 4 × 400 mètres mixte aux Jeux olympiques d'été de 2020
Pour des articles plus généraux, voir Athlétisme aux Jeux olympiques d'été de 2020 et Relais 4 × 400 mètres aux Jeux olympiques.
Navigation
Paris 2024
L'épreuve du relais 4 × 400 mètres mixte aux Jeux olympiques de 2020 se déroule les 30 et 31 juillet 2021 au Stade olympique national de Tokyo, au Japon.
Disputée pour la première fois dans le cadre des Jeux olympiques, l'épreuve du relais 4 × 400 mètres mixte voit s'opposer différentes nations composée de deux hommes et deux femmes, et dont l'ordre de départ est totalement libre. Cet ajout s'inscrit dans la volonté du CIO de promouvoir l'égalité et la parité entre les hommes et les femmes. Cette discipline est apparue en grand championnat intercontinental à l'occasion des championnats du monde d'athlétisme 2019.

## Records
Avant cette compétition, les records dans cette discipline étaient les suivants : 
| Record du monde  | Wilbert London, Allyson Felix, Courtney Okolo, Michael Cherry (USA)   | 3 min 9 s 34 | Doha | 29 septembre 2019 |
| Record olympique | Pas de record olympique, nouvelle épreuve aux Jeux olympiques de 2020 |              |      |                   |

## Résultats

### Finale
| Rang               | Couloir | Pays                   | Athlètes                                                                     | Temps de réaction | Temps   | Notes |
| ------------------ | ------- | ---------------------- | ---------------------------------------------------------------------------- | ----------------- | ------- | ----- |
| Médaille d'or      | 5       | Pologne                | Karol Zalewski, Natalia Kaczmarek, Justyna Święty-Ersetic, Kajetan Duszyński | 0.157             | 3:09.87 | OR    |
| Médaille d'argent  | 6       | République dominicaine | Lidio Andrés Feliz, Marileidy Paulino, Anabel Medina, Alexander Ogando       | 0.184             | 3:10.21 | NR    |
| Médaille de bronze | 4       | États-Unis             | Trevor Stewart, Kendall Ellis, Kaylin Whitney, Vernon Norwood                | 0.167             | 3:10.22 | SB    |
| 4                  | 7       | Pays-Bas               | Liemarvin Bonevacia, Lieke Klaver, Femke Bol, Ramsey Angela                  | 0.209             | 3:10.36 | NR    |
| 5                  | 8       | Belgique               | Dylan Borlée, Imke Vervaet, Camille Laus, Kevin Borlée                       | 0.165             | 3:11.51 | NR    |
| 6                  | 2       | Grande-Bretagne        | Nicklas Baker, Nicole Yeargin, Emily Diamond, Cameron Chalmers               | 0.169             | 3:12.07 |       |
| 7                  | 9       | Jamaïque               | Sean Bailey, Stacey-Ann Williams, Tovea Jenkins, Karayme Bartley             | 0.208             | 3:14.95 |       |
| 8                  | 1       | Irlande                | Cillin Greene, Phil Healy, Sophie Becker, Christopher O'Donnell              | 0.140             | 3:15.04 |       |
|                    | 3       | Allemagne              | Marvin Schlegel, Corinna Schwab, Nadine Gonska, Manuel Sanders               | 0.182             | DQ      |       |

### Séries
Les 3 premiers de chaque série (Q) et les deux meilleurs temps (q) se qualifient pour la finale.

#### Série 1
| Rang | Couloir | Pays                   | Athlètes                                                                                     | Temps de réaction | Temps         | Notes |
| ---- | ------- | ---------------------- | -------------------------------------------------------------------------------------------- | ----------------- | ------------- | ----- |
| 1    | 3       | États-Unis             | Elija Godwin, Lynna Irby, Taylor Manson, Bryce Deadmon                                       | 0.182             | 3 min 11 s 39 | Q     |
| 2    | 7       | République dominicaine | Lidio Andrés Feliz, Marileidy Paulino, Anabel Medina, Luguelín Santos                        | 0.253             | 3 min 12 s 74 | Q, NR |
| 3    | 2       | Belgique               | Alexander Doom, Imke Vervaet, Camille Laus, Jonathan Borlée                                  | 0.177             | 3 min 12 s 75 | Q, NR |
| 4    | 5       | Irlande                | Cillin Greene, Phil Healy, Sophie Becker, Christopher O'Donnell                              | 0.137             | 3 min 12 s 88 | q, NR |
| 5    | 4       | Allemagne              | Marvin Schlegel, Corinna Schwab, Ruth Spelmeyer, Manuel Sanders                              | 0.189             | 3 min 12 s 94 | NR    |
| 6    | 6       | Espagne                | Samuel García, Laura Bueno, Aauri Bokesa, Bernat Erta                                        | 0.176             | 3 min 13 s 29 | NR    |
| 7    | 8       | Nigeria                | Ifeanyi Emmanuel Ojeli, Imaobong Nse Uko, Samson Oghenewegba Nathaniel, Patience Okon George | 0.196             | 3 min 13 s 60 | AR    |

#### Série 2
| Rang | Couloir | Pays            | Athlètes                                                                   | Temps de réaction | Temps         | Notes |
| ---- | ------- | --------------- | -------------------------------------------------------------------------- | ----------------- | ------------- | ----- |
| 1    | 2       | Pologne         | Dariusz Kowaluk, Iga Baumgart, Małgorzata Hołub-Kowalik, Kajetan Duszyński | 0.156             | 3 min 10 s 44 | Q, AR |
| 2    | 9       | Pays-Bas        | Jochem Dobber, Lieke Klaver, Lisanne de Witte, Ramsey Angela               | 0.178             | 3 min 10 s 69 | Q     |
| 3    | 5       | Jamaïque        | Sean Bailey , Junelle Bromfield, Stacey-Ann Williams, Karayme Bartley      | 0.180             | 3 min 11 s 76 | Q     |
| 4    | 6       | Grande-Bretagne | Cameron Chalmers, Zoey Clark, Emily Diamond, Lee Thompson                  | 0.189             | 3 min 11 s 95 | q, NR |
| 5    | 7       | Italie          | Edoardo Scotti, Alice Mangione, Rebecca Borga, Vladimir Aceti              | 0.184             | 3 min 13 s 51 | NR    |
| 6    | 4       | Ukraine         | Mykyta Barabanov, Kateryna Klymyuk, Alina Lohvynenko, Oleksandr Pohorilko  | 0.157             | 3 min 14 s 21 |       |
| 7    | 8       | Brésil          | Pedro Burmann, Tiffani Marinho, Tábata de Carvalho, Anderson Henriques     | 0.185             | 3 min 15 s 89 | AR    |
| 8    | 3       | Inde            | Mohammad Anas Yahiya, Revathi Veeramani, Subha Venkatesan, Arokia Rajiv    | 0.158             | 3 min 19 s 83 |       |

## Légende
Records et Performances
- AR : Record continental (area record)
- CR : Record des championnats (championship record)
- MR : Record du meeting (meet record)
- NR : Record national (national record)
- OR : Record olympique (olympic record)
- PR : Record paralympique (paralympic record)
- PB : Record personnel (personal best)
- SB : Meilleure performance personnelle de la saison (season's best)
- WL : Meilleure performance mondiale de l'année (world leader)
- WJR : Record du monde junior (world junior record)
- WR : Record du monde (world record)

Circonstances et Conditions
- DNF : N'a pas terminé (did not finish)
- DNS : N'a pas pris le départ (did not start)
- DQ : Disqualification (disqualification)
- NM : Aucun essai valable enregistré (No Mark)
- Q : Qualifié « directement » au prochain tour (ou à la prochaine compétition), lors d'une compétition majeure, grâce au classement ou à la réalisation des minima (automatic qualifier)
- q : Qualifié au prochain tour (ou à la prochaine compétition), lors d'une compétition majeure, grâce au repêchage ou à la réalisation de l'une des meilleures performances parmi celles des « non qualifiés directement » (grâce au meilleur temps ou à la meilleure distance par exemple) (secondary qualifier)